# بونهیور
بونهیور (انگلیسی: Bonheur) شرکت هلدینگ نروژی است، که در سال ۱۸۹۷ تأسیس شد.